# Turisme i Wales
Turisme i Wales udgør en stor del af den walisiske økonomi og til tiltrækker millioner af besøgende hvert år. Turismeindustrien bidrog med omkring £5 mia. i 2017. Turistmeindustrien har omkring 100.000 abrejdspladser, hvilket er mere end 8% af den walisiske arbejdsstyrke.
Områdets attraktioner inkluderer naturen, og Wales har tre nationalparker; Brecon Beacons National Park, Snowdonia National Park og Pembrokeshire Coast National Park. Aktiviteter inkluderer vandring, kajakroning og camping.
Wales' historie og kultur er også turistattraktioner. Museum of Welsh Life, der fokuserer på Wales' industrielle historie, er blandt de mest populære attraktioner med over 600.000 årlige besøgende. Rester fra den industrielle revolution og industriminder kan stadig ses mange steder i det walisisk landskab. Wales mange borge og slotte, heriblandt Caernarfon Castle og Caerphilly Castle har også mange besøgende. Mange af dem blev opført for at muliggøre og konsolidere englænderne erobring af Wales i 1200-tallet tallet under Edvard 1. af England.
Wales tiltrækker en stor del af sine besøgende fra udlandet, særligt USA, Australien, Tyskland og Irland. Et studie fra 2016 viste at 15% af besøgende kom fra USA, efterfulgt af 13% fra Australien og 12% fra Tyskland.
Langt størstedelen af turisterne kommer dog fra resten af Storbritannien.

## Besøgstal og økonomi
Turismen i Wales er stigende. Conwy havde 9,39 mio. besøgende i 2018 og der var 8.078.900 besøgende på National Trusts og Wales Tourist Boards ejendomme i 2002. I 2017 blev turistindustrien i Wales estimeret til at have en omsætning på £4,8 mia.
I 2015 brugt 970.000 udenlandske turister omkring £410 mio. i Wales.
Hovedstaden, Cardiff er det mest populære turistområde i Wales med 14,6 mio. besøgende i 2009, hvilket gav 26.300 arbejdspladser i sektoren. I 2004 brugte turister flest penge i Gwynedd, efterfulgt af Conwy og Cardiff.

## Mest besøgte attraktioner
| Wales Millennium Centre                              | 1,082,494 |
| The LC                                               | 796,149   |
| Snowdon Summit Visitor Centre                        | 654,077   |
| St Fagans National History Museum                    | 553,090   |
| National Museum Cardiff                              | 539,550   |
| Folly Farm Adventure Park and Zoo                    | 480,000   |
| Pembrey Country Park                                 | 470,000   |
| Newborough National Nature Reserve                   | 449,771   |
| Pontcysyllte Aqueduct                                | 333,363   |
| Cardiff Visitor Centre                               | 322,671   |
| Cardiff Castle                                       | 319,131   |
| Source: Visits to Tourist Attractions in Wales 2017) |           |